# Phyllonorycter olympica
Phyllonorycter olympica là một loài bướm đêm thuộc họ Gracillariidae. Nó được tìm thấy ở miền trung Hy Lạp.
Ấu trùng ăn Quercus coccifera. Chúng ăn lá nơi chúng làm tổ. They create a lower-surface tentiform mine with one strong fold. Most frass is located alongside the cocoon. The roof of the mine is completely eaten out.